# Mirarr
Der Aborigines-Clan der Mirarr-Gundjeihmi lebt im australischen Northern Territory. Ihre Elder ist Yvonne Margarula, die für ihren Einsatz gegen den Uranabbau 1998 den International Environment Award der Friends of the Earth und den Nuclear-Free Future Award erhielt, wie auch den 1999 US-amerikanischen Goldman Environmental Prize.

## Land
Anthropologen haben herausgefunden, dass die Mirarr in ihrem Land seit mehr als 40.000 Jahren leben. Ihr Land ist nicht gegenüber anderen Aborigines-Clans genau abgegrenzt. Es erstreckt sich über das Gebiet der Jabiluka- und Ranger-Uran-Mine, das Gebiet von der Bergarbeiterstadt Jabiru, den Mount Brockman und über Teile des Kakadu-Nationalparks und des angrenzenden Wattlands.
Die Mirarr haben 1976 ihr angestammtes Land nach dem Aboriginal Land Rights (NT) Act 1976 rückübereignet bekommen. Sie haben eine starke Bindung zum Land ihrer Ahnen und zu ihren spirituellen Orten, deshalb sind sie gegen den Uranabbau in ihrem Land, der seit mehr als 25 Jahren dort stattfindet. Sie konnten durch heftige Proteste verhindern, dass das Bergwerk Jabiluka aufgebaut wurde und sie hatten allerdings nicht verhindern können, dass die Ranger-Uran-Mine ihren Betrieb aufnahm und dass Jabiru aufgebaut wurde. Ihre Landrechte werden von Gundjeihmi Aboriginal Corporation, insbesondere gegenüber dem Bergwerksbetrieb, vertreten. Der Kakadu-Nationalpark wird von einer bundesstaatlichen Agentur Park Australia gemeinsam mit dem Bininj-Clan verwaltet.
Der Clan der Mirarr besteht aus 26 Erwachsenen, von denen viele weder schreiben noch lesen gelernt haben.
Die Ranger-Uran-Mine ist vom Kakadu-Nationalpark umgeben und wurde so angelegt, dass sie keine spirituellen Orte zerstörte.

## Sprache
Die meisten Mirarr sprechen drei Sprachen der Aborigines und Englisch. Sie halten Zeremonien mit Tanz und Gesang ab, die ihre Beziehung zu ihrem traditionellen Land, Familien und Clans ausdrücken. Ihre Namen, die sie sich geben, drücken den Bezug zum Land aus. Manche ihrer spirituellen Orte sind zeitweise für den Zugang gesperrt und sie glauben, dass ein Eingriff in ihr Land bzw. eine Zerstörung ihres Lands fatale Konsequenzen für die Menschen ihrer Region habe.